# Otto Etz
Otto Etz (* 2. Oktober 1895 in Frankfurt am Main; † 18. Oktober 1957 ebenda) war ein deutscher Politiker (SPD) und Abgeordneter des Hessischen Landtags.

## Ausbildung und Beruf
Otto Etz war der Sohn des Formers Theobald Philipp Etz und dessen Frau Sophie Katharine Etz geborene Euting. Otto Etz, der evangelischer Konfession war (er trat später aus der Kirche aus), besuchte 1902 bis 1910 die Volksschule in Rödelheim, machte 1910 bis 1913 eine Lehre als Former bei den Rödelheimer Ziegler-Werken, wo er bis 1931 in seinem erlernten Beruf arbeitete. 1915 bis 1918 leistete er Kriegsdienst. Seit 1913 war er gewerkschaftlich im Deutschen Metallarbeiterverband tätig. 1925 bis 1931 war er Betriebsratsvorsitzender der Ziegler-Werke und Beisitzer am Arbeitsgericht Frankfurt am Main und Schöffe am Landgericht Frankfurt am Main. Ab 1932 war er arbeitslos. Nach der Machtergreifung der Nationalsozialisten 1933 wurde er mehrmals verhaftet. 1934 bis 1939 arbeitete er als Former bei den Vereinigten Deutschen Metallwerken (Heddernheimer Kupferwerke), 1939 bis 1941 bei der Bockenheimer Eisengießerei und 1941 bis 1945 als Lagerist bei der Auto Union AG Frankfurt am Main. Nach 1945 arbeitete er als städtischer Angestellter. Er war zunächst beim Gesundheitsamt Frankfurt, ab 1949 beim städtischen Rechnereiamt und ab 1956 im Wohnungsamt tätig.
1922/23 heiratete er Helene, geborene Hofmann (* 3. Juni 1898 in Frankfurt am Main; † 1966/67).

## Politik
Otto Etz war seit 1918 Mitglied der SPD. In der SPD war er Mitglied des Vorstandes des
Ortsvereins Frankfurt am Main und Abteilungsführer der Reichsbanners Schwarz-Rot-Gold. Während der Zeit des Nationalsozialismus konnte er sich nicht politisch betätigen. Seit 1945 war er wieder aktives Mitglied der SPD, Mitglied des Vorstandes des Ortsvereins Frankfurt am Main und Bezirksvorsteher in Frankfurt am Main-Rödelheim.
1933 war er Mitglied des Kommunal- und Provinziallandtags Hessen-Nassau für den Stadtkreis Frankfurt. Vom 1. Dezember 1950 bis zum 30. November 1954 war er Mitglied des Hessischen Landtags und 1954 Mitglied der 2. Bundesversammlung.